# Ekrem Ekşioğlu
Ekrem Ekşioğlu (* 16. Januar 1978 in Ankara) ist ein türkischer ehemaliger Fußballspieler.

## Karriere
Ekrem Ekşioğlu begann seine Vereinskarriere in der Jugend von Çankırıspor und wurde 1998 hier Profi-Fußballer. 1999 verließ er Çankırıspor und spielte in der Folgezeit bei Hatayspor, Erzurumspor, Akçaabat Sebatspor und Karşıyaka.
Zum Sommer 2006 wechselte er schließlich zum Zweitligisten Istanbul Büyükşehir Belediyespor. Hier erreichte er in seiner ersten Saison bei seiner neuen Mannschaft die Vizemeisterschaft der TFF 1. Lig und stieg in die Süper Lig auf.
Nach sieben Jahren verließ Ekşioğlu nach dem verpassten Klassenerhalt Istanbul BB und wechselte zu Kayseri Erciyesspor. Im Sommer 2014 beendete er seine Karriere.

## Erfolge
Mit Akçaabat Sebatspor
- Dritter der TFF 1. Lig und Aufstieg in die Süper Lig: 2002/03

Mit Istanbul Büyükşehir Belediyespor
- Vize-Meister der TFF 1. Lig und Aufstieg in die Süper Lig: 2006/07
- Türkischer Pokalfinalist: 2010/11